# Датский ярус
| система                                                                          | отдел    | ярус          | Нижняя граница, млн лет |
| -------------------------------------------------------------------------------- | -------- | ------------- | ----------------------- |
| Неоген                                                                           | Миоцен   | Аквитанский   | 23,04                   |
| Палеоген                                                                         | Олигоцен | Хаттский      | 27,3                    |
| Палеоген                                                                         | Олигоцен | Рюпельский    | 33,9                    |
| Палеоген                                                                         | Эоцен    | Приабонский   | 37,71                   |
| Палеоген                                                                         | Эоцен    | Бартонский    | 41,03                   |
| Палеоген                                                                         | Эоцен    | Лютетский     | 48,07                   |
| Палеоген                                                                         | Эоцен    | Ипрский       | 56,0                    |
| Палеоген                                                                         | Палеоцен | Танетский     | 59,24                   |
| Палеоген                                                                         | Палеоцен | Зеландский    | 61,66                   |
| Палеоген                                                                         | Палеоцен | Датский       | 66,0                    |
| Мел                                                                              | Верхний  | Маастрихтский | больше                  |
| Деление и золотые гвозди в соответствии с IUGS по состоянию на декабрь 2024 года |          |               |                         |

Да́тский я́рус (Дан) — нижний ярус палеоценового отдела палеогеновой системы. Включает породы, образовавшиеся в течение датского века, который продолжался от 66,0 до 61,6 млн лет назад.
Отложения датского яруса подстилаются породами маастрихтского яруса верхнего отдела меловой системы мезозоя, перекрываются отложениями зеландского яруса палеоценового отдела палеогеновой системы кайнозоя.
Название предложено в 1847 году. Раньше его считали верхним ярусом меловой системы.
Существуют спорные и противоречивые доказательства того, что некоторые динозавры смогли пережить вымирание и вымерли уже в датском ярусе.

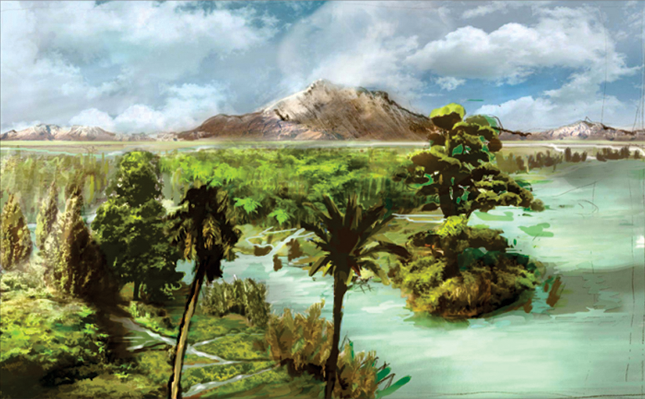
Патагония в датском веке, реконструкция ландшафта.